# Japán az 1988. évi téli olimpiai játékokon
Japán a kanadai Calgaryban megrendezett 1988. évi téli olimpiai játékok egyik részt vevő nemzete volt. Az országot az olimpián 9 sportágban 48 sportoló képviselte, akik összesen 1 érmet szereztek.

## Érmesek
| Érem  | Versenyző     | Sportág        | Versenyszám |
| ----- | ------------- | -------------- | ----------- |
| Bronz | Kuroiva Akira | Gyorskorcsolya | Férfi 500 m |

## Alpesisí
Férfi
| Versenyző        | Versenyszám            | 1. futam      | 1. futam      | 2. futam | 2. futam | Összesítés    | Összesítés    |
| Versenyző        | Versenyszám            | Idő           | Hely.         | Idő      | Hely.    | Idő           | Helyezés      |
| ---------------- | ---------------------- | ------------- | ------------- | -------- | -------- | ------------- | ------------- |
| Csiba Sinja      | Lesiklás               |               |               |          |          | 2:03,16       | 11.           |
| Csiba Sinja      | Szuperóriás-műlesiklás |               |               |          |          | 1:43,03       | 14.           |
| Isioka Takuja    | Műlesiklás             | nem ért célba | nem ért célba | kiesett  | kiesett  | kiesett       | kiesett       |
| Isioka Takuja    | Óriás-műlesiklás       | 1:09,11       | 33.           | 1:06,29  | 33.*     | 2:15,40       | 31.           |
| Kumagai Kacuhito | Lesiklás               |               |               |          |          | 2:07,17       | 34.           |
| Kumagai Kacuhito | Óriás-műlesiklás       | nem ért célba | nem ért célba | kiesett  | kiesett  | kiesett       | kiesett       |
| Kumagai Kacuhito | Szuperóriás-műlesiklás |               |               |          |          | nem ért célba | nem ért célba |
| Okabe Tecuja     | Műlesiklás             | 53,11         | 14.*          | 48,82    | 12.      | 1:41,93       | 12.           |
| Okabe Tecuja     | Óriás-műlesiklás       | 1:08,30       | 29.           | 1:06,19  | 32.      | 2:14,49       | 28.           |

| Versenyző        | Versenyszám | Lesiklás | Lesiklás | Lesiklás | Műlesiklás | Műlesiklás | Műlesiklás | Műlesiklás | Műlesiklás | Műlesiklás | Műlesiklás | Összesítés | Összesítés |
| Versenyző        | Versenyszám | Lesiklás | Lesiklás | Lesiklás | 1. futam   | 1. futam   | 2. futam   | 2. futam   | Össz.      | Össz.      | Össz.      | Összesítés | Összesítés |
| Versenyző        | Versenyszám | Idő      | Pont     | Hely.    | Idő        | Hely.      | Idő        | Hely.      | Idő        | Pont       | Hely.      | Pont       | Helyezés   |
| ---------------- | ----------- | -------- | -------- | -------- | ---------- | ---------- | ---------- | ---------- | ---------- | ---------- | ---------- | ---------- | ---------- |
| Kumagai Kacuhito | Összetett   | 1:52,10  | 57,40    | 28.      | 48,85      | 22.        | 47,14      | 18.        | 1:35,99    | 87,25      | 19.        | 144,65     | 21.        |

Női
| Versenyző         | Versenyszám            | 1. futam      | 1. futam      | 2. futam      | 2. futam      | Összesítés | Összesítés |
| Versenyző         | Versenyszám            | Idő           | Hely.         | Idő           | Hely.         | Idő        | Helyezés   |
| ----------------- | ---------------------- | ------------- | ------------- | ------------- | ------------- | ---------- | ---------- |
| Kavabata Emi      | Lesiklás               |               |               |               |               | 1:27,85    | 14.        |
| Kavabata Emi      | Műlesiklás             | 54,70         | 30.           | 54,65         | 19.           | 1:49,35    | 19.        |
| Kavabata Emi      | Óriás-műlesiklás       | 1:02,10       | 19.*          | nem ért célba | nem ért célba | kiesett    | kiesett    |
| Kavabata Emi      | Szuperóriás-műlesiklás |               |               |               |               | 1:22,24    | 24.        |
| Jamamoto Szacsiko | Lesiklás               |               |               |               |               | 1:30,15    | 23.        |
| Jamamoto Szacsiko | Műlesiklás             | nem ért célba | nem ért célba | kiesett       | kiesett       | kiesett    | kiesett    |
| Jamamoto Szacsiko | Óriás-műlesiklás       | nem ért célba | nem ért célba | kiesett       | kiesett       | kiesett    | kiesett    |
| Jamamoto Szacsiko | Szuperóriás-műlesiklás |               |               |               |               | 1:24,32    | 30.        |

| Versenyző         | Versenyszám | Lesiklás | Lesiklás | Lesiklás | Műlesiklás    | Műlesiklás    | Műlesiklás | Műlesiklás | Műlesiklás | Műlesiklás | Műlesiklás | Összesítés | Összesítés |
| Versenyző         | Versenyszám | Lesiklás | Lesiklás | Lesiklás | 1. futam      | 1. futam      | 2. futam   | 2. futam   | Össz.      | Össz.      | Össz.      | Összesítés | Összesítés |
| Versenyző         | Versenyszám | Idő      | Pont     | Hely.    | Idő           | Hely.         | Idő        | Hely.      | Idő        | Pont       | Hely.      | Pont       | Helyezés   |
| ----------------- | ----------- | -------- | -------- | -------- | ------------- | ------------- | ---------- | ---------- | ---------- | ---------- | ---------- | ---------- | ---------- |
| Kavabata Emi      | Összetett   | 1:18,53  | 31,95    | 14.      | nem ért célba | nem ért célba | kiesett    | kiesett    | kiesett    | kiesett    | kiesett    | kiesett    | kiesett    |
| Jamamoto Szacsiko | Összetett   | 1:20,33  | 59,73    | 24.      | 43,66         | 18.           | 46,60      | 22.        | 1:30,26    | 79,28      | 20.        | 139,01     | 20.        |

* - egy másik versenyzővel azonos eredményt ért el

## Biatlon
| Versenyző                                                   | Versenyszám      | Lövőhiba | Időeredmény | Helyezés |
| ----------------------------------------------------------- | ---------------- | -------- | ----------- | -------- |
| Kodate Miszao                                               | 10 km sprint     | 2        | 27:52,6     | 39.      |
| Kodate Miszao                                               | 20 km egyéni     | 6        | 1:03:51,0   | 40.      |
| Nakamura Tadasi                                             | 10 km sprint     | 2        | 28:11,4     | 44.      |
| Nakamura Tadasi                                             | 20 km egyéni     | 8        | 1:05:01,3   | 48.      |
| Szató Kóicsi                                                | 10 km sprint     | 3        | 29:43,1     | 59.      |
| Szató Kóicsi                                                | 20 km egyéni     | 8        | 1:10:18,7   | 60.      |
| Takizava Akihiro                                            | 10 km sprint     | 5        | 31:38,7     | 63.      |
| Takizava Akihiro                                            | 20 km egyéni     | 7        | 1:10:38,0   | 61.      |
| Nakamura Tadasi Kodate Miszao Takizava Akihiro Szató Kóicsi | 4 × 7,5 km váltó | 6        | 1:32:52,4   | 14.      |

## Bob
| Versenyző                                            | Versenyszám | 1. futam | 1. futam | 2. futam | 2. futam | 3. futam      | 3. futam      | 4. futam | 4. futam | Összesítés | Összesítés |
| Versenyző                                            | Versenyszám | Idő      | Hely.    | Idő      | Hely.    | Idő           | Hely.         | Idő      | Hely.    | Idő        | Helyezés   |
| ---------------------------------------------------- | ----------- | -------- | -------- | -------- | -------- | ------------- | ------------- | -------- | -------- | ---------- | ---------- |
| Szakai Takao Takevaki Naomi                          | Kettes      | 58,32    | 15.      | 1:00,39  | 21.      | nem ért célba | nem ért célba | kiesett  | kiesett  | kiesett    | kiesett    |
| Jaku Júdzsi Vakita Tosio                             | Kettes      | 58,57    | 19.      | 1:00,58  | 23.      | 1:01,51       | 25.           | 1:00,38  | 22.      | 4:01,04    | 20.*       |
| Szakai Takao Vakita Tosio Jaku Júdzsi Takevaki Naomi | Négyes      | 57,36    | 17.      | 58,15    | 16.      | 57,68         | 22.           | 58,16    | 16.      | 3:51,35    | 18.        |

* - egy másik csapattal azonos eredményt ért el

## Északi összetett
| Versenyző                                  | Versenyszám | Síugrás | Síugrás | Síugrás    | Sífutás   | Sífutás | Összesítés | Összesítés |
| Versenyző                                  | Versenyszám | Pont    | Hely.   | Időhátrány | Idő       | Hely.   | Idő        | Helyezés   |
| ------------------------------------------ | ----------- | ------- | ------- | ---------- | --------- | ------- | ---------- | ---------- |
| Abe Maszasi                                | Egyéni      | 182,5   | 36.     | +5:06,7    | 39:24,4   | 15.     | 44:31,1    | 31.        |
| Kodama Kazuoki                             | Egyéni      | 187,7   | 32.     | +4:32,0    | 41:08,2   | 30.     | 45:40,2    | 36.        |
| Mijazaki Hideki                            | Egyéni      | 175,8   | 41.     | +5:51,4    | 39:49,4   | 19.     | 45:40,8    | 37.        |
| Mijazaki Hideki Abe Maszasi Kodama Kazuoki | Csapat      | 515,3   | 10.     | +9:32,5    | 1:19:54,3 | 6.      | 1:29:26,3  | 9.         |

## Gyorskorcsolya
Férfi
| Versenyző          | Versenyszám | Eredmény | Helyezés |
| ------------------ | ----------- | -------- | -------- |
| Aojanagi Tóru      | 1500 m      | 1:52,85  | 5.       |
| Aojanagi Tóru      | 5000 m      | 6:54,70  | 14.      |
| Aojanagi Tóru      | 10 000 m    | 14:34,87 | 24.      |
| Hamaja Kimihiro    | 500 m       | 37,38    | 13.      |
| Hamaja Kimihiro    | 1000 m      | 1:14,43  | 13.      |
| Kanehama Jaszumicu | 500 m       | 37,25    | 9.       |
| Kanehama Jaszumicu | 1000 m      | 1:14,36  | 9.*      |
| Kuroiva Akira      | 500 m       | 36,77    |          |
| Kuroiva Akira      | 1000 m      | 1:15,05  | 20.      |
| Kuroiva Munehisza  | 1500 m      | 1:55,42  | 16.      |
| Kuroiva Munehisza  | 5000 m      | 7:01,55  | 27.      |
| Kuroiva Jaszusi    | 500 m       | 37,34    | 11.      |
| Mitani Jukihiro    | 1000 m      | 1:15,28  | 23.      |
| Morijama Hozumi    | 1500 m      | 1:56,84  | 28.      |
| Simizu Josijuki    | 1500 m      | 1:55,98  | 22.      |
| Simizu Josijuki    | 5000 m      | 7:05,35  | 32.      |
| Simizu Josijuki    | 10 000 m    | 14:47,21 | 28.      |

Női
| Versenyző       | Versenyszám | Eredmény | Helyezés |
| --------------- | ----------- | -------- | -------- |
| Fuszano Sóko    | 500 m       | 40,61    | 8.       |
| Fuszano Sóko    | 1000 m      | 1:21,47  | 11.      |
| Hasimoto Szeiko | 500 m       | 39,74    | 5.       |
| Hasimoto Szeiko | 1000 m      | 1:19,75  | 5.       |
| Hasimoto Szeiko | 1500 m      | 2:04,38  | 6.       |
| Hasimoto Szeiko | 3000 m      | 4:23,29  | 7.*      |
| Hasimoto Szeiko | 5000 m      | 7:34,43  | 6.       |
| Szeki Nacue     | 1500 m      | 2:08,89  | 19.      |
| Szeki Nacue     | 3000 m      | 4:29,77  | 18.      |
| Szeki Nacue     | 5000 m      | 7:47,43  | 19.      |
| Toda Noriko     | 500 m       | 41,44    | 21.      |
| Toda Noriko     | 1000 m      | 1:23,49  | 22.      |

* - egy másik versenyzővel azonos eredményt ért el

## Műkorcsolya
| Versenyző        | Versenyszám  | Kötelező elemek   | Kötelező elemek | Kötelező elemek | Rövid program     | Rövid program | Rövid program | Kűr               | Kűr   | Kűr         | Összesítés         | Összesítés |
| Versenyző        | Versenyszám  | Több. hely. száma | Hely.           | Hely. pont.     | Több. hely. száma | Hely.         | Hely. pont.   | Több. hely. száma | Hely. | Hely. pont. | Helyezési pontszám | Helyezés   |
| ---------------- | ------------ | ----------------- | --------------- | --------------- | ----------------- | ------------- | ------------- | ----------------- | ----- | ----------- | ------------------ | ---------- |
| Kanó Makoto      | Férfi egyéni | 6×18+             | 19.             | 11,4            | 7×19+             | 19.           | 7,6           | 5×13+             | 13.   | 13,0        | 32,0               | 17.        |
| Itó Midori       | Női egyéni   | 6×10+             | 10.             | 6,0             | 5×4+              | 4.            | 1,6           | 9×3+              | 3.    | 3,0         | 10,6               | 5.         |
| Jaginuma Dzsunko | Női egyéni   | 5×16+             | 16.             | 9,6             | 6×16+             | 15.           | 6,0           | 5×14+             | 14.   | 14,0        | 29,6               | 14.        |

| Versenyző                      | Versenyszám | Kötelező elemek   | Kötelező elemek | Kötelező elemek | Rövid program     | Rövid program | Rövid program | Kűr               | Kűr   | Kűr         | Összesítés         | Összesítés |
| Versenyző                      | Versenyszám | Több. hely. száma | Hely.           | Hely. pont.     | Több. hely. száma | Hely.         | Hely. pont.   | Több. hely. száma | Hely. | Hely. pont. | Helyezési pontszám | Helyezés   |
| ------------------------------ | ----------- | ----------------- | --------------- | --------------- | ----------------- | ------------- | ------------- | ----------------- | ----- | ----------- | ------------------ | ---------- |
| Tanaka Tomoko Szuzuki Hirojuki | Jégtánc     | 5×18+             | 18.             | 7,2             | 7×18+             | 18.           | 10,8          | 7×18+             | 18.   | 18,0        | 36,0               | 18.        |

## Sífutás
Férfi
| Versenyző                                                      | Versenyszám     | Eredmény   | Helyezés   |
| -------------------------------------------------------------- | --------------- | ---------- | ---------- |
| Egava Acusi                                                    | 30 km           | 1:32:35,4  | 37.        |
| Egava Acusi                                                    | 50 km           | 2:17:52,8  | 42.        |
| Szaszaki Kazunari                                              | 15 km           | 46:12,6    | 45.        |
| Szaszaki Kazunari                                              | 30 km           | 1:29:59,2  | 20.        |
| Szaszaki Kazunari                                              | 50 km           | 2:13:09,6  | 32.        |
| Jamazaki Maszaharu                                             | 15 km           | 50:06,8    | 68.        |
| Jamazaki Maszaharu                                             | 30 km           | 1:43:58,3  | 77.        |
| Jamazaki Maszaharu                                             | 50 km           | nem indult | nem indult |
| Juki Tanajuki                                                  | 15 km           | 47:08,4    | 52.        |
| Juki Tanajuki                                                  | 30 km           | 1:37:11,9  | 57.        |
| Juki Tanajuki                                                  | 50 km           | 2:16:24,7  | 39.        |
| Egava Acusi Szaszaki Kazunari Juki Tanajuki Jamazaki Maszaharu | 4 × 10 km váltó | 1:51:10,7  | 14.        |

## Síugrás
| Versenyző                                             | Versenyszám | 1. ugrás | 1. ugrás | 2. ugrás | 2. ugrás | Összesítés | Összesítés |
| Versenyző                                             | Versenyszám | Pont     | Hely.    | Pont     | Hely.    | Pont       | Helyezés   |
| ----------------------------------------------------- | ----------- | -------- | -------- | -------- | -------- | ---------- | ---------- |
| Nagaoka Maszaru                                       | Normálsánc  | 89,2     | 38.      | 92,1     | 16.*     | 181,3      | 25.        |
| Nagaoka Maszaru                                       | Nagysánc    | 82,5     | 46.      | 63,5     | 49.      | 146,0      | 48.        |
| Szató Akira                                           | Normálsánc  | 96,6     | 22.      | 97,4     | 7.       | 194,0      | 11.        |
| Szató Akira                                           | Nagysánc    | 88,4     | 36.      | 81,8     | 28.      | 170,2      | 33.        |
| Tanaka Sinicsi                                        | Normálsánc  | 79,0     | 53.      | 81,1     | 43.      | 160,1      | 52.        |
| Tanaka Sinicsi                                        | Nagysánc    | 83,0     | 45.      | 64,3     | 48.      | 147,3      | 47.        |
| Tao Kacusi                                            | Normálsánc  | 81,6     | 48.      | 80,0     | 44.      | 161,6      | 51.        |
| Tao Kacusi                                            | Nagysánc    | 78,8     | 48.      | 59,4     | 52.      | 138,2      | 52.        |
| Tao Kacusi Tanaka Sinicsi Nagaoka Maszaru Szató Akira | Csapat      | 231,5    | 11.      | 236,5    | 11.      | 468,0      | 11.        |

* - egy másik versenyzővel azonos eredményt ért el

## Szánkó
| Versenyző                          | Versenyszám | 1. futam | 1. futam | 2. futam | 2. futam | 3. futam | 3. futam | 4. futam | 4. futam | Összesítés | Összesítés |
| Versenyző                          | Versenyszám | Idő      | Hely.    | Idő      | Hely.    | Idő      | Hely.    | Idő      | Hely.    | Idő        | Helyezés   |
| ---------------------------------- | ----------- | -------- | -------- | -------- | -------- | -------- | -------- | -------- | -------- | ---------- | ---------- |
| Itó Tóru                           | Férfi egyes | 47,753   | 27.      | 47,880   | 27.      | 48,601   | 28.      | 48,439   | 29.      | 3:12,673   | 26.        |
| Takamacu Kazuhiko                  | Férfi egyes | 47,278   | 19.      | 47,235   | 19.      | 47,326   | 18.      | 47,176   | 13.      | 3:09,015   | 18.        |
| Kosimizu Hitomi                    | Női egyes   | 47,682   | 19.      | 49,276   | 24.      | 49,160   | 23.      | 48,008   | 21.      | 3:14,126   | 21.        |
| Tanaka Mina                        | Női egyes   | 47,770   | 20.      | 47,945   | 18.      | 47,928   | 19.      | 47,599   | 18.      | 3:11,242   | 18.        |
| Takamacu Kazuhiko Hirakava Cukasza | Kettes      | 47,129   | 16.      | 47,324   | 14.      |          |          |          |          | 1:34,453   | 14.        |